# Augochloropsis wallacei
Augochloropsis wallacei är en biart som först beskrevs av Cockerell 1900.  Augochloropsis wallacei ingår i släktet Augochloropsis och familjen vägbin. Inga underarter finns listade.